# Night Moves
Cet article concerne le film de Kelly Reichardt. Pour le film d'Arthur Penn, voir La Fugue (film, 1975).
Pour plus de détails, voir Fiche technique et Distribution.
Night Moves est un film dramatique américain écrit, réalisé et monté par Kelly Reichardt, sorti en 2013.
Présenté en compétition au festival de Venise, il remporte le Grand prix du Festival du cinéma américain de Deauville 2013.

## Synopsis
Trois écologistes radicaux décident de s'associer pour faire sauter un barrage hydroélectrique. Mais le décès d'un campeur sur les rives du lac, du fait du flot d'eau inattendu, leur fait douter du bien-fondé de leur action.

## Fiche technique
- Titre original : Night Moves
- Titre québécois : Sans retour
- Réalisation : Kelly Reichardt
- Scénario : Jonathan Raymond et Kelly Reichardt
- Direction artistique : Elliott Hostetter
- Décors : Almitra Corey
- Costumes : Victoria Farrell
- Photographie : Christopher Blauvelt
- Son : Julia Shirar
- Montage : Kelly Reichardt
- Musique : Jeff Grace
- Production : Saemi Kim, Neil Kopp, Chris Maybach, Anish Savjani et Rodrigo Teixeira
- Sociétés de production : Film Science, Maybach Film Productions, RT Features et Tipping Point Productions
- Distribution : Ad Vitam Distribution
- Budget :
- Pays d’origine : États-Unis
- Langue : anglais
- Format : Couleur -
- Genre : Film dramatique
- Durée : 112 minutes
- Dates de sortie :
  -  Italie : 31 août 2013 (Mostra de Venise 2013)
  -  France : 23 avril 2014
  -  États-Unis : 2014

## Distribution
- Dakota Fanning : Dena Brauer
- Jesse Eisenberg : Josh Stamos
- Peter Sarsgaard : Harmon
- Alia Shawkat

## Distinctions

### Récompenses
- Festival du cinéma américain de Deauville 2013 : Grand prix[3]

### Nominations et sélections
- Festival du film de Londres 2013 : Debate Gala
- Festival international du film de Thessalonique 2013
- Mostra de Venise 2013 : sélection officielle en compétition
- Festival du film de Tribeca 2014